# Норт-Туніка (Міссісіпі)
Норт-Туніка (англ. North Tunica) — переписна місцевість (CDP) в США, в окрузі Туніка штату Міссісіпі. Населення — 760 осіб (2020).

## Географія
Норт-Туніка розташований за координатами 34°42′11″ пн. ш. 90°22′47″ зх. д. / 34.70306° пн. ш. 90.37972° зх. д. (34.703178, -90.379613).  За даними Бюро перепису населення США в 2010 році переписна місцевість мала площу 1,50 км², уся площа — суходіл.

## Демографія
Згідно з переписом 2010 року, у переписній місцевості мешкало 1035 осіб у 301 домогосподарстві у складі 220 родин. Густота населення становила 690 осіб/км².  Було 333 помешкання (222/км²).
Расовий склад населення:
| - 95,4 % — чорних або афроамериканців - 4,3 % — білих |

До двох чи більше рас належало 0,2 %. Частка іспаномовних становила 0,2 % від усіх жителів.
За віковим діапазоном населення розподілялося таким чином: 32,0 % — особи молодші 18 років, 60,2 % — особи у віці 18—64 років, 7,8 % — особи у віці 65 років та старші. Медіана віку мешканця становила 28,2 року. На 100 осіб жіночої статі у переписній місцевості припадало 89,6 чоловіків;  на 100 жінок у віці від 18 років та старших — 82,4 чоловіків також старших 18 років.
За межею бідності перебувало 26,5 % осіб, у тому числі 21,4 % дітей у віці до 18 років та 31,9 % осіб у віці 65 років та старших.
Цивільне працевлаштоване населення становило 255 осіб. Основні галузі зайнятості: мистецтво, розваги та відпочинок — 57,3 %, освіта, охорона здоров'я та соціальна допомога — 18,0 %, будівництво — 8,2 %, науковці, спеціалісти, менеджери — 6,7 %.